# The Dangerous Lives of Altar Boys
The Dangerous Lives of Altar Boys  es una película independiente dirigida por Peter Care basada en la novela de Chris Fuhrman.

## Sinopsis
La trama se desarrolla en la década de los 70, e ilustra la vida de unos adolescentes, Tim Sullivan (Kieran Culkin) y Francis Doyle (Emile Hirsch), quienes en los cómics que leen, hacen y encuentran un escape a la estricta disciplina que padecen en la escuela de monjas católicas donde estudian. Particularmente, la mayor presión la reciben por parte de la hermana Assumpta (Jodie Foster), quien argumenta estar preocupada por sus almas, pero solo fastidia a los chicos con regaños continuos. Tim y Francis, a manera de venganza secreta, la dibujan como Peg Leg (Pata de Palo), la villana principal en sus historietas, en las cuales reflejan también mucho su impotencia y desesperación por la vida en la escuela, y el difícil paso de la niñez a la adolescencia.

## Reparto
| Role             | Actor             |
| ---------------- | ----------------- |
| Francis Doyle    | Emile Hirsch      |
| Tim Sullivan     | Kieran Culkin     |
| Margie Flynn     | Jena Malone       |
| Hermana Assumpta | Jodie Foster      |
| Padre Casey      | Vincent D'Onofrio |
| Wade Scalisi     | Jake Richardson   |
| Joey Anderson    | Tyler Long        |
| Donny Flynn      | Arthur Bridgers   |

## Secuencias animadas
Entre sus protagonistas está el grupo de superhéroes The Atomic Trinity (La Trinidad Atómica), conformado por Brakken, The Muscle, Captain Ass-kicker y Major Screw; y a lo largo de la película, las secuencias de los cómics son recreadas con dibujos animados con una atmósfera oscura.
Esta combinación coincide con el objetivo de la película, pues a través del trabajo de Tim y Francis se proyecta el conflicto que sufren al confrontar sus vidas.
Todo se complica cuando la hermana Assumpta les confisca la carpeta donde guardan sus cómics, que poco a poco dejarán de inspirarse en la vida real para influir en las acciones y decisiones de los niños, con unas consecuencias muy desagradables.

## Clasificada para adultos
La cinta ha sido clasificada para adultos debido a su contenido violento, al manejo de lenguaje fuerte y a los temas de sexualidad y abuso de drogas por parte de menores.
La película recibió buenos comentarios por parte de la crítica especializada, particularmente durante su presentación en el Sundance Film Festival, uno de los más importantes eventos del cine independiente.

## DVD
En México el DVD fue distribuido por Videomax con el título de Historias fantásticas.

## Información adicional
- Por tratarse de una producción independiente, su distribución fue más bien modesta, lo que disminuyó las posibilidades de verse en Hispanoamérica, a no ser dentro de alguna muestra o festival de cine; posteriormente la transmitieron en canales de televisión de pago.
- Todd McFarlane Productions participó aportando la animación (realizada por Ashley Wood) para varias secuencias de la historia.
- Chris Furman, escritor de la novela en que está basada la película, falleció antes del estreno de la película; en los créditos finales se muestra que la película está dedicada a él.